# 塔里克·萨勒曼
塔里克·萨勒曼（阿拉伯语：‎；1997年12月5日—），是一名卡塔尔足球运动员，司职后卫。现效力于卡塔尔星级足球联赛俱乐部萨德，同时也代表卡塔尔国家足球队。

## 荣誉

### 俱乐部
萨德
- 卡塔尔星级足球联赛冠军：2018/19赛季、2020/21赛季
- 卡塔爾酋長盃冠军：2020、2021
- 卡塔爾盃冠军：2020、2021
- 卡塔爾謝赫賈西姆盃冠军：2019

### 国家队
- 亚足联亚洲杯冠军：2019、2023
- 國際足協阿拉伯盃季军：2021